# Sven Nys
Sven Nys (Bonheiden, 17 de junio de 1976) es un ciclista belga que compitió en las modalidades de ciclocrós y montaña, aunque también disputó carreras de ruta. Es padre del también ciclista Thibau Nys.
Ganó nueve medallas en el Campeonato Mundial de Ciclocrós entre los años 2000 y 2014. En montaña obtuvo una medalla de bronce en el Campeonato Europeo de Ciclismo de Montaña de 2009, en la prueba de campo a través.
En 2024 ejerció el cargo de director general del equipo Baloise-Trek Lions.

## Medallero internacional
| Campeonato Mundial | Campeonato Mundial                 | Campeonato Mundial | Campeonato Mundial |
| Año                | Lugar                              | Medalla            | Competición        |
| ------------------ | ---------------------------------- | ------------------ | ------------------ |
| 2000               | Sint-Michielsgestel (Países Bajos) | Medalla de bronce  | Individual         |
| 2002               | Zolder (Bélgica)                   | Medalla de bronce  | Individual         |
| 2005               | Sankt Wendel (Alemania)            | Medalla de oro     | Individual         |
| 2008               | Treviso (Italia)                   | Medalla de bronce  | Individual         |
| 2009               | Hoogerheide (Países Bajos)         | Medalla de bronce  | Individual         |
| 2010               | Tábor (República Checa)            | Medalla de bronce  | Individual         |
| 2011               | St. Wendel (Alemania)              | Medalla de plata   | Individual         |
| 2013               | Louisville (Estados Unidos)        | Medalla de oro     | Individual         |
| 2014               | Hoogerheide (Países Bajos)         | Medalla de plata   | Individual         |

| Campeonato Europeo | Campeonato Europeo        | Campeonato Europeo | Campeonato Europeo |
| Año                | Lugar                     | Medalla            | Competición        |
| ------------------ | ------------------------- | ------------------ | ------------------ |
| 2009               | Zoetermeer (Países Bajos) | Medalla de bronce  | Campo a través     |

## Palmarés

### Cyclo-cross
| 1997 - Campeonato Mundial sub-23 de Ciclocrós 1998 - Campeonato Mundial sub-23 de Ciclocrós 1999 - 3.º en el Campeonato de Bélgica de Ciclocrós - Superprestigio 2000 - Campeonato de Bélgica de Ciclocrós - 3.º en el Campeonato Mundial de Ciclocrós - Superprestigio - Copa del Mundo 2002 - 3.º en el Campeonato Mundial de Ciclocrós - Superprestigio - Copa del Mundo 2003 - Campeonato de Bélgica de Ciclocrós - Superprestigio 2004 - 3.º en el Campeonato de Bélgica de Ciclocrós 2005 - Campeonato de Bélgica de Ciclocrós - Campeonato Mundial - Superprestigio - Copa del Mundo 2006 - Campeonato de Bélgica de Ciclocrós - Superprestigio - Copa del Mundo 2007 - 3.º en el Campeonato de Bélgica de Ciclocrós - Superprestigio - Copa del Mundo | 2008 - Campeonato de Bélgica de Ciclocrós - 3.º en el Campeonato Mundial de Ciclocrós - Superprestigio - Copa del Mundo 2009 - Campeonato de Bélgica de Ciclocrós - 3.º en el Campeonato Mundial - Superprestigio - Copa del Mundo 2010 - Campeonato de Bélgica de Ciclocrós - 3.º en el Campeonato Mundial 2011 - 2.º en el Campeonato Mundial - Superprestigio 2012 - Campeonato de Bélgica de Ciclocrós - Superprestigio 2013 - 2.º en el Campeonato de Bélgica - Campeonato Mundial - Superprestigio 2014 - Campeonato de Bélgica de Ciclocrós - 2.º en el Campeonato Mundial - Superprestigio 2016 - 3.º en el Campeonato de Bélgica de Ciclocrós |

### Ciclismo de montaña
| 2005 - Campeonato de Bélgica de Campo a Través 2006 - Campeonato de Bélgica de Campo a Través 2009 - 3.º en el Campeonato Europeo de Campo a Través | 2013 - Campeonato de Bélgica de Campo a Través 2014 - Campeonato de Bélgica de Campo a Través 2015 - Campeonato de Bélgica de Campo a Través |

### Carretera
1998
- Gran Premio Criquielion

2007
- Trofeo Internacional Jong Maar Moedig